# Piper tsengianum
Piper tsengianum là một loài thực vật có hoa trong họ Hồ tiêu. Loài này được M.G. Gilbert & N.H. Xia miêu tả khoa học đầu tiên năm 1999.